# Robert Burnham, Jr.
Robert Burnham, Jr. (16 de junio de 1931 – 20 de marzo de 1993) fue un astrónomo estadounidense. Es conocido por haber escrito la clásica obra en tres volúmenes: Burnham's Celestial Handbook (Manual Celeste de Burnham).

## Primeros trabajos
Burnham nació en Chicago, Illinois, en 1931. Su familia se mudó a Prescott, Arizona, en 1940, donde se graduó de la escuela secundaria en 1949. Esa fue la culminación de su educación formal. Fue siempre una persona tímida, tuvo pocos amigos, nunca se casó, y pasó la mayor parte de su tiempo observando con su telescopio casero de aficionado.
En el otoño de 1957 alcanzó una considerable publicidad local cuando descubrió su primer cometa. Esto permitió que fuera contratado por el Observatorio Lowell en Flagstaff, Arizona, en 1958, para trabajar en la confección de una catálogo de movimientos propios estelares con un comparador de imágenes. Mientras que Burnham estuvo trabajando en Lowell, él y su colega, Norman G. Thomas, descubrieron cinco cometas más (incluyendo 56P/Slaughter-Burnham), y numerosos asteroides.

## Celestial Handbook(el Manual Celeste)
Junto con sus tareas regulares en el observatorio, Burnham pasó casi todo su tiempo libre trabajando en el Celestial Handbook. Sus escritos y su libro nunca fueron oficialmente respaldados por el Observatorio Lowell. Subtitulado "Una guía para el observador del Universo más allá del Sistema Solar" (An Observer's Guide to the Universe Beyond the Solar System), este manual de Burnham, con sus 2138 páginas, combina una extensa introducción a la Astronomía con información de catálogo para cada constelación en el cielo. Cientos de fotografías, tablas, mapas, y diagramas fueron incluidos, junto con una vasta cantidad de información y observaciones científicas, leyendas estelares, historia, e incluso un poco de poesía. Miles de estrellas y objetos de cielo profundo visibles con un telescopio pequeño fueron cubiertos con meticuloso detalle.
Orignalmente publicado por él mismo en una edición casera a comienzos de 1966, y con una edición revisada por Dover Publications en 1978, el Celestial Handbook fue muy citado en las revistas de astronomía para aficionados y se transformó en un best seller dentro de este campo especializado. Aún se imprime (ISBN 0-486-23567-X, ISBN 0-486-23568-8, ISBN 0-486-23673-0) y está considerado como un clásico en la literatura de la astronomía amateur.

## Después de Lowell
En abril de 1979, el año siguiente a la publicación de su libro por Dover, Burnham recibió la noticia de que el trabajo de los movimientos propios estelares podría ser completado en breve, y que el observatorio no podría mantenerlo en el cargo que había tenido desde hacía largo tiempo. A pesar haber sido durante meses antes, no logró llegar a efectuar otros acuerdos, y luego de veintiún años en Lowell, su trabajo finalizó en diciembre de aquel año. Reacio a aceptar el único puesto que le fue ofrecido, conserje del observatorio, finalmente lo abandonó.
Burnham nunca fue capaz de recuperarse personalmente, profesionalmente, o financieramente, luego de la pérdida de su trabajo en Lowell. En los siguientes pocos años, mientras que las ventas del Celestial Handbook fueron creciendo rápidamente, las circunstancias personales de Burnham fueron francamente empeorando. Su timidez creció y rechazó toda publicidad, incrementando aún más su reclusión. Discutió a menudo con Dover sobre los derechos de autor y sobre posibles nuevas ediciones o traducciones de su libro.
Además pareció transformarse en una persona más amarga y depresiva, aislándose aún más de sus pocos amigos y de su familia. Al comienzo de 1985, Burnham vivió por un tiempo en Phoenix, Arizona, pero en mayo de 1986 abandonó Phoenix y se perdió de vista por completo, informando sólo a su editor de su paradero.

## Últimos años
A pesar de haber sido el autor de un libro exitoso, Burnham pasó los últimos años de su vida en la pobreza y en la oscuridad en San Diego, California, vendiendo sus pinturas de gatos en el parque Balboa. Sus muchos y devotos lectores no se enteraron de su situación personal, en gran parte, a causa de que la mayoría de la gente presumió que otra persona también llamada Robert Burnham, que no tenía relación alguna con él, y que era un editor de la revista Astronomy, había sido el autor del Celestial Handbook.
El autor real murió como un indigente y solo a la edad de 61 años. Su familia no supo de su muerte (aparentemente por su propia elección) hasta luego de dos años, y tampoco la reportó a la prensa porque no sabían del prestigio que tenía en la comunidad de astrónomos aficionados.
Luego de su muerte, se supo que atendió con frecuencia programas presentados por la Asociación de Astronomía de San Diego (en el Teatro Espacio Ruben H. Fleet en el Parque Balboa) sin que nadie lo reconociera. A pesar de la tragedia de sus últimos años, Robert Burnham Jr., continúa siendo recordado por una generación de observadores de cielo profundo por su Celestial Handbook.
Norman Thomas, antiguo colega de Burnham en el Observatorio Lowell, le había dicho que si descubría un asteroide le iba a poner su nombre. Puesto que ya había un asteroide llamado Burnham —(834) Burnhamia, llamado así en honor de otro astrónomo del siglo XIX, de nombre Sherburne Wesley Burnham—, Thomas eligió el nombre Bernheim en su lugar, en virtud del apellido original de la familia de Burnham en Alemania. (3467) Bernheim fue finalmente descubierto el 26 de septiembre de 1981.
Los restos cremados de Robert 'Bob' Burnham Jr. fueron enterrados en el Cementerio Nacional Fort Rosecrans, en San Diego California.

## Descubrimientos
Junto a Norman G. Thomas descubrió el asteroide (3397) Leyla. Descubrió seis cometas entre los que se encuentran C/1957 U1 (Latyshev-Wild-Burnham) con Paul Wild y Latyshev el 18 de octubre de 1957, C/1958 D1 (Burnham 1958a) en 1958 y 56P/Slaughter-Burnham con Charles D. Slaughter el 27 de enero de 1959

## Honores
En el 2009 una pequeña placa de bronce que representa una página del Celestial Handbook fue colocada como recordatorio en el Paseo Plutón del Observatorio Lowell.